# Mária Jasenčáková
Mária Jasenčáková (ur. 21 października 1957 w Spiskiej Sobocie) – czechosłowacka i słowacka saneczkarka, uczestniczka pięciu zimowych igrzysk olimpijskich.
Jako pierwsza w historii Słowaczka pięciokrotnie wystąpiła w zimowych igrzyskach olimpijskich. W pierwszych trzech startach olimpijskich reprezentowała Czechosłowację – w 1980 roku w Lake Placid zajęła 9. miejsce, w 1984 roku w Sarajewie była 12., a w 1992 roku w Albertville uplasowała się na 20. miejscu. W dwóch kolejnych występach, w których startowała w barwach Słowacji, podczas igrzysk w 1994 roku w Lillehammer i w 1998 roku w Nagano, zajmowała 15. pozycje.
Poza startami olimpijskimi wielokrotnie reprezentowała swój kraj w mistrzostwach świata i Europy. W mistrzostwach świata w 1978 roku w Imst zajęła 7. miejsce, rok później w Königssee była 8., w 1985 roku w Oberhofie 10., w 1989 roku w Winterbergu 20., w 1990 roku w Calgary 21., w 1991 roku w Winterbergu 17., w 1995 roku w Lillehammer 16., w 1996 roku w Altenbergu 13., a w 1997 roku w Igls 15. Z kolei w mistrzostwach kontynentu zajmowała kolejno: 9. miejsce w 1977 roku w Schönau am Königssee, 11. w 1979 roku w Oberhofie, 14. w 1982 roku w Winterbergu, 9. w 1986 roku w Hammarstrandzie, 13. w 1990 roku w Innsbrucku, 5. w sztafecie i 13. indywidualnie w 1992 roku w Winterbergu, 9. w 1994 roku w Schönau am Königssee oraz 10. w 1998 roku w Oberhofie.
Kilka razy stanęła na podium zawodów Pucharu Świata w saneczkarstwie w jedynkach kobiet. Dwukrotnie zwyciężyła w zawodach tej rangi – w 1983 i 1984 roku, oba razy w austriackim Imst. Ponadto zajęła drugie miejsce w Tatrzańskiej Łomnicy w 1982 roku i również drugie miejsce w 1986 roku w Sarajewie. Najlepsze miejsce w klasyfikacji generalnej uzyskała z kolei w sezonie 1979/1980, kiedy była piąta.
Po zakończeniu kariery zawodniczej została trenerką w klubie z Wysokich Tatr, a także delegatką z ramienia Słowackiego Związku Saneczkarskiego, Słowackiego Komitetu Olimpijskiego i Międzynarodowej Federacji Saneczkarskiej.